# Huronia
Huronia is een geslacht van uitgestorven mollusken, dat leefde van het Ordovicium tot het Siluur.

## Beschrijving
Deze nautiloide koppotige had een licht gekromde schelp met een lange rechte, opvallend gesegmenteerde sipho met diepe insnoeringen. Het zeer nauwe, centrale siphokanaal vertakte zich in radiale kanalen. De lengte van de schelp bedroeg ongeveer twintig centimeter.

## Verspreiding
Huronia is bekend uit het Laat-Ordovicium en Siluur van Noord-Amerika en Groenland. Huronia arctica en Huronia occidentalis(?) worden geassocieerd met de Cape Calhoun-fauna in Groenland. (Flower 1957) Huronia paulodolata en Huronia munuens komen uit het Midden-Siluur van Michigan (Teichert 1964) en Huronia sepata wordt gevonden in de Shamattawa-kalksteen van Hudson Bay (Bloem 1957)